# Maison Perrot de Saint-Angel
La maison Perrot de Saint-Angel est située à Montluçon (France).

## Localisation
La maison est située sur la commune de Montluçon, au 1 rue Porte-des-Forges , dans le département de l'Allier, en région Auvergne-Rhône-Alpes.

## Description
Maison bourgeoise du XVe siècle, au rez-de-chaussée construit en grès arkosique blond, percé au XVIIIe siècle de quatre baies cintrées, élevée en pans de bois à croix de Saint-André sur encorbellement au premier étage. La toiture, modifiée par l'adjonction d’une fenêtre passante, a été couverte d’ardoises au XIXe siècle. La demi-tour jointive à la demeure est le dernier vestige de la porte des Forges qui était une des quatre portes fortifiées percées dans l’enceinte de la ville de Montluçon, au Moyen Âge tardif.

## Historique
Maison construite au droit de la tour ouest de l'ancienne porte des Forges et communicante avec elle. Elle appartenait aux XVIe et XVIIe siècles à la famille Verrouquier qui a compté parmi ses membres plusieurs procureurs ès juridictions et un notaire royal. Elle est surtout connue pour avoir été la demeure de Gilbert-Bon Perrot de Saint-Angel (1756-1847), commis du subdélégué de l'intendance à Montluçon, officier municipal puis adjoint au maire.
Elle est inscrite partiellement au titre des monuments historiques par arrêté du 7 octobre 1935.

## Protection
Éléments protégés : la façade et la tour.

## Galerie

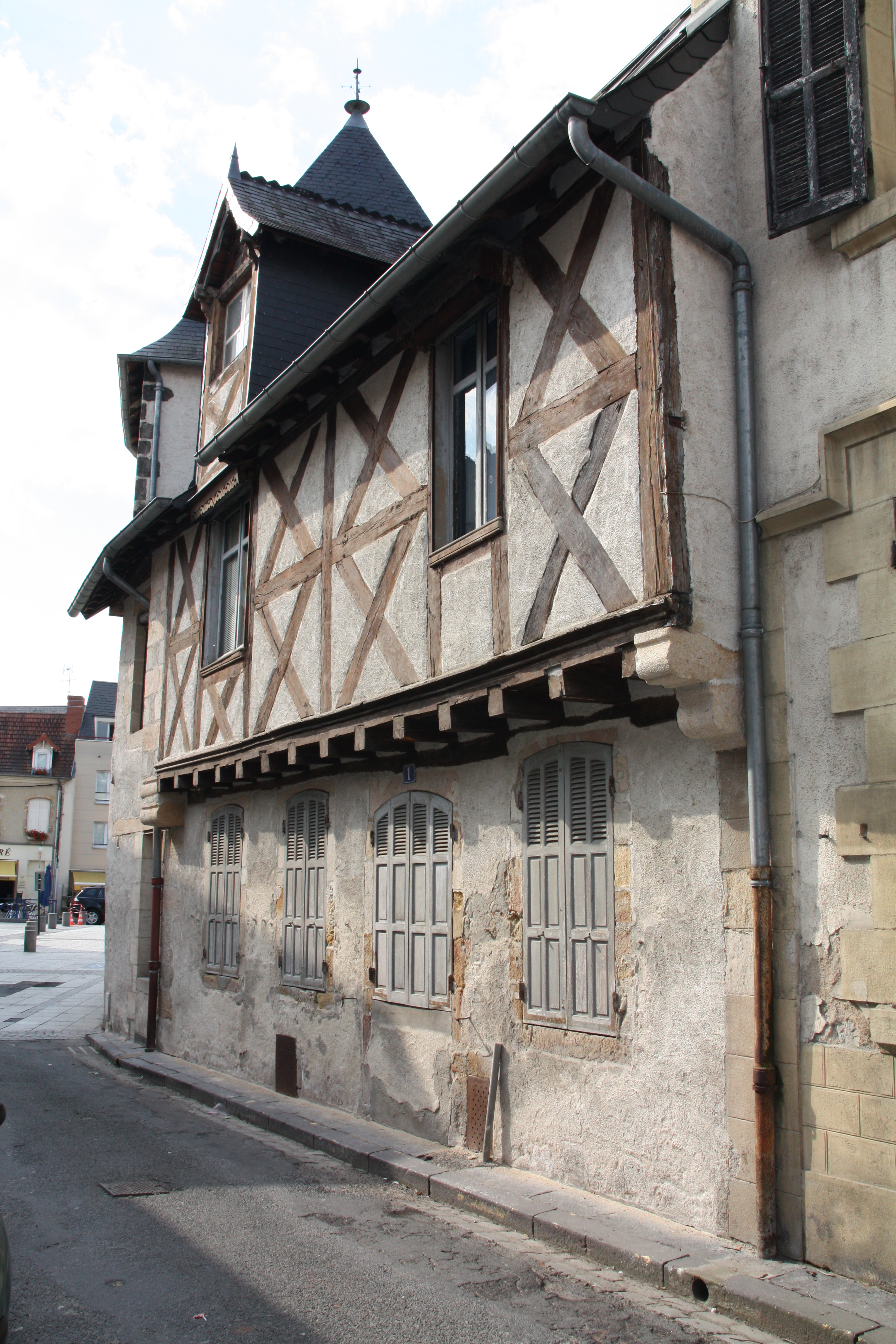
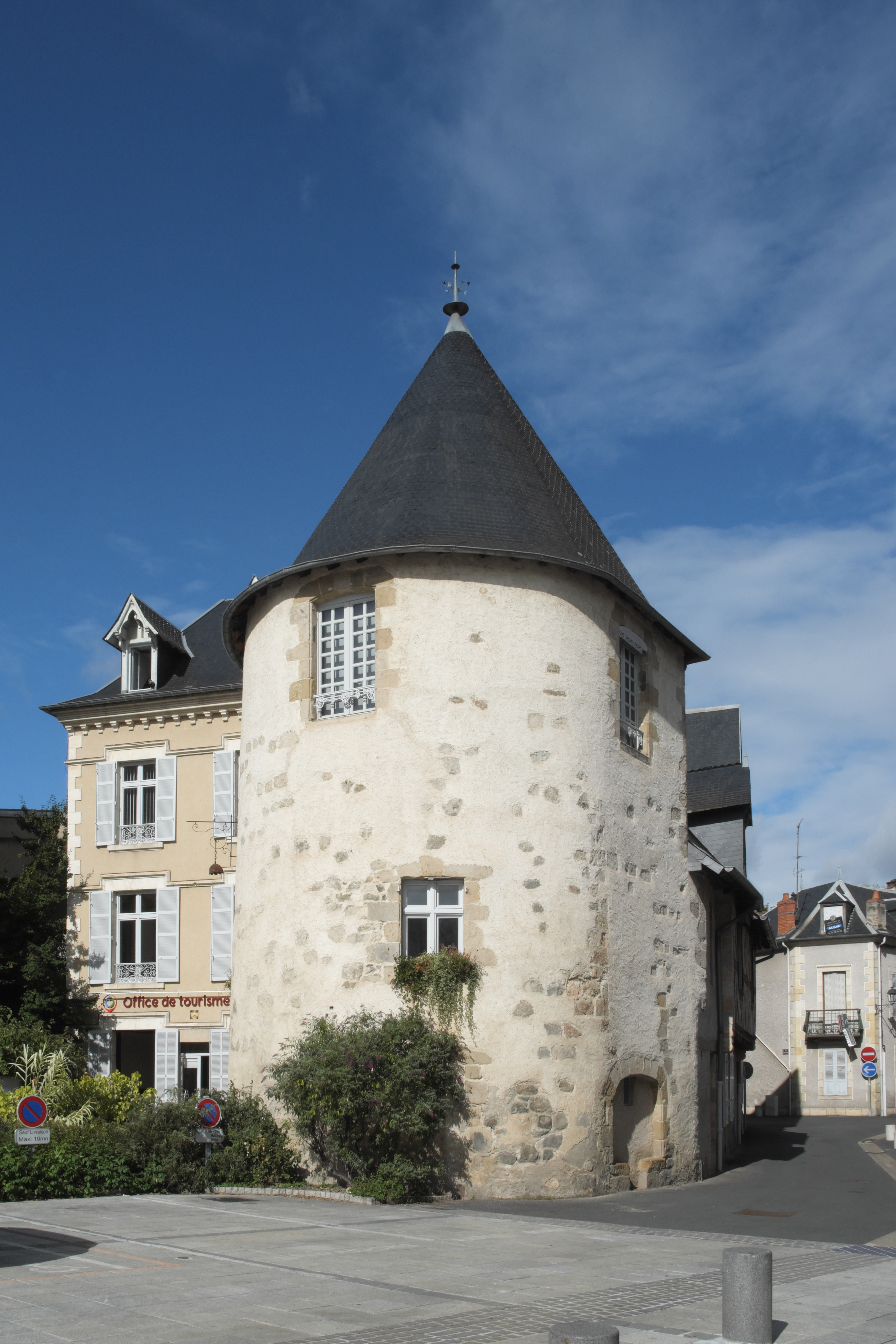
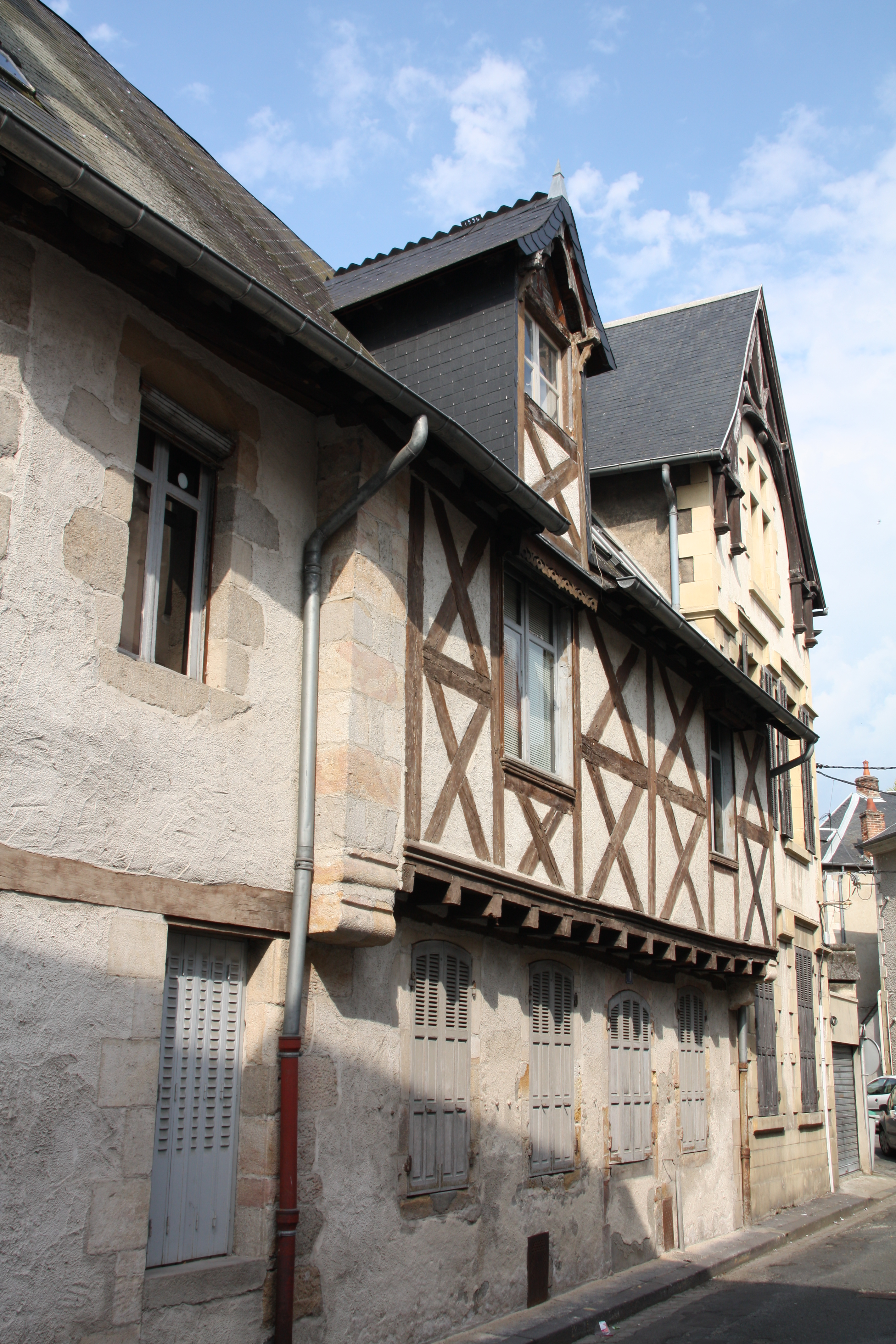